# گوسن، نیگاتا
گوسن در استان نیگاتا در کشور ژاپن واقع شده است  که دارای جمعیت ۵۴٬۵۵۶ نفر و مساحت ۳۵۱٫۸۷ کیلومتر مربع با تراکم جمعیت ۱۵۵  نفر در کیلومترمربع است و در تاریخ ۱ ژانویه ۲۰۰۶ به عنوان شهر شناخته شد.